# عمران خان (لاعب كريكت باكستاني مواليد 1988)
عمران خان (14 يوليو 1988 في باكستان - ) هو لاعب كريكت باكستاني. شارك مع منتخب باكستان للكريكت. أما مع النوادي، فقد لعب مع Lahore Qalandars ‏.